# Domenico Matteucci
Domenico Matteucci, född 1 mars 1895 i Ravenna, död 19 juli 1976, var en italiensk sportskytt.
Matteucci blev olympisk bronsmedaljör i pistol vid sommarspelen 1932 i Los Angeles.